# 35-та змішана авіаційна ескадрилья (Україна)
35-та змішана авіаційна ескадрилья (35 ЗмАЕс) — тактичний авіаційний підрозділ у складі 456-ї бригади транспортної авіації Повітряних Сил ЗС, оперативно підпорядковується Командуванню сил спеціальних операцій.

## Історія
В грудні 2019 року згідно зі спільною директивою, наказу командувача ССпО та наказу командувача ПС ЗС України, у складі 456-й бригади транспортної авіації створена 35-та змішана авіаційна ескадрилья, що безпосередньо підпорядкована 456-й бригаді, а оперативно — ССО ЗСУ. Перші польоти ескадрильії заплановані на 8 — 9 січня.